# Ramón Otoniel Olivas
Ramon Otoniel Olivas Ruiz (Estelí, 28 febbraio 1968) è un allenatore di calcio nicaraguense, tecnico del Real Estelí.

## Carriera
Comincia la propria carriera il 15 gennaio 2002, data in cui firma con la squadra della propria città natale, il Real Estelí. Dopo sei stagioni alla guida del Real Estelí, il 15 novembre 2008 viene nominato commissario tecnico della Nazionale nicaraguense, con cui riesce a qualificarsi alla Gold Cup 2009 dalla quale, però, uscirà nella fase a gironi. Rimane commissario tecnico della Nazionale nicaraguense fino al 15 dicembre 2009. Pochi giorni dopo viene ufficializzato il suo ritorno al Real Estelí.
Il 2 marzo 2024 viene nominato come Miglior Allenatore della Copa Primera, la Coppa Nazionale del Nicaragua, 2023.